# Фриц Рис
Фриц Риес (на германски Fritz Riess) е бивш пилот от Формула 1. Роден на 11 юли 1922 година в Нюрнберг, Германия.

## Формула 1
Фриц Риес прави своя дебют във Формула 1 в голямата награда на Германия през 1952 година. В световния шампионат записва 1 състезания, като не успява да спечели точки. Състезава се с частен Веритас.